# 威廉·A·巴丁
威廉·A·巴丁（英語：William Allan Bardeen，1941年9月15日—），美国理论物理学家，是两次诺贝尔物理学奖获得者约翰·巴丁（John Bardeen）和简·麦克斯韦·巴丁（Jane Maxwell Bardeen）的次子，物理学家詹姆斯·M·巴丁的弟弟，出生于賓夕法尼亞州華盛頓，毕业于康奈尔大学和明尼苏达大学，现工作于费米国立加速器实验室。